# Leichtathletik-Weltmeisterschaften 2013/Teilnehmer (Dschibuti)
| Gelbes Symbol für Goldmedaillen mit stilisierten Olympischen Ringen | Graues Symbol für Silbermedaillen mit stilisierten Olympischen Ringen | Braundes Symbol für Bronzemedaillen mit stilisierten Olympischen Ringen |
| ------------------------------------------------------------------- | --------------------------------------------------------------------- | ----------------------------------------------------------------------- |
| —                                                                   | —                                                                     | 1                                                                       |

Der Leichtathletik-Verband von Dschibuti stellte einen Teilnehmer bei den Leichtathletik-Weltmeisterschaften 2013 in der russischen Hauptstadt Moskau.

## Ergebnisse

### Männer

#### Laufdisziplinen
| Athlet            | Disziplin | Vorlauf     | Vorlauf | Halbfinale  | Halbfinale | Finale             | Finale             |
| Athlet            | Disziplin | Zeit        | Platz   | Zeit        | Platz      | Zeit               | Platz              |
| ----------------- | --------- | ----------- | ------- | ----------- | ---------- | ------------------ | ------------------ |
| Ayanleh Souleiman | 800 m     | 1:46,86 min | 17      | 1:44,99 min | 8          | 1:43,76 min        | Bronze             |
| Ayanleh Souleiman | 1500 m    | 3:38,63 min | 9       | 3:37,96 min | 11         | nicht qualifiziert | nicht qualifiziert |